# Kong Hee-yong
Kong Hee-yong (kor. 공희용; * 11. Dezember 1996 in Daejeon) ist eine südkoreanische Badmintonspielerin. 

## Karriere
Kong Hee-yong siegte bei den New Zealand Open 2019, den Japan Open 2019 und beim Spain Masters 2019. 2021 qualifizierte sie sich für die Olympischen Sommerspiele des gleichen Jahres.

## Erfolge
| Saison | Veranstaltung                    | Disziplin | Platz | Name                             |
| ------ | -------------------------------- | --------- | ----- | -------------------------------- |
| 2012   | Korea Junior International 2012  | WD        | 3     | Kong Hee-yong / Seong Seung-yeon |
| 2014   | Korea Junior International 2014  | WD        | 2     | Kong Hee-yong / Seong Seung-yeon |
| 2014   | German Junior International 2014 | WD        | 1     | Kim Hye-jeong / Kong Hee-yong    |
| 2014   | German Junior International 2014 | XD        | 1     | Kim Jung-ho / Kong Hee-yong      |
| 2015   | Osaka International 2015         | WD        | 3     | Kim Hye-rin / Kong Hee-yong      |
| 2017   | Japan Open 2017                  | WD        | 2     | Kim Ha-na / Kong Hee-yong        |
| 2017   | Korea Masters 2017               | WD        | 2     | Kim So-young / Kong Hee-yong     |
| 2017   | Macau Open 2017                  | WD        | 3     | Kim So-young / Kong Hee-yong     |
| 2018   | All England 2018                 | WD        | 9     | Kim So-young / Kong Hee-yong     |
| 2018   | Asienmeisterschaft 2018          | WD        | 3     | Kim So-young / Kong Hee-yong     |
| 2019   | New Zealand Open 2019            | WD        | 1     | Kim So-young / Kong Hee-yong     |
| 2019   | Indonesia Masters 2019           | WD        | 2     | Kim So-young / Kong Hee-yong     |
| 2019   | Japan Open 2019                  | WD        | 1     | Kim So-young / Kong Hee-yong     |
| 2019   | All England 2019                 | WD        | 9     | Kim So-young / Kong Hee-yong     |
| 2019   | Spain Masters 2019               | WD        | 1     | Kim So-young / Kong Hee-yong     |
| 2020   | All England 2020                 | WD        | 5     | Kim So-young / Kong Hee-yong     |